# Апостол
Дванадесетте апостоли пренасочва насам.  За скалното образувание вижте Дванадесетте апостоли (скално образувание).
Вижте пояснителната страница за други значения на Апостол.
Апостолите (от гръцки: απόστολος, „пратеник“) са учениците на Иисус Христос, избрани да проповядват неговото учение – християнството.
Разделят се на основните ученици (Дванадесетте свети апостоли, т.е. тези които пряко от него са получили учението му) и останалите (Седемдесетте апостоли – отново преки ученици, но не от най-близкия кръг) и на апостоли, които са приели учението на Христос опорсредствено – чрез други апостоли (Тимотей, Тит), или по чуден начин (Апостол Павел).
Имат общи празници (събори), съответно събор на дванадесетте и на седемдесетте апостоли.

## Дванадесетте апостоли
Дванадесетте апостоли са основните ученици на Христос. Те са обявени за светци:
1. св. ап. Андрей Първозвани, празник на 30 ноември
2. св. ап. Петър (рождено име Шимон, Симеон[1]), празници на 16 януари и 29 юни
3. св. ап. Яков Зеведеев, празник на 30 април
4. св. ап. Йоан Богослов, празници на 26 септември и 8 май
5. св. ап. Симон Зилот [2](Шимон (Симеон)[3] Кананит), празник на 10 май
6. св. ап. Вартоломей (Натанаил), празници на 11 юни и 25 август
7. св. ап. Юда Яковов (Тадей, Левий), празник на 19 юни
8. св. ап. Матей, празник на 9 август и 16 ноември
9. св. ап. Тома, 6 октомври
10. св. ап. Яков Алфеев, 9 октомври
11. св. ап. Филип, 14 ноември
12. св. ап. Матий, 9 август (Деян. 1:26).

 Матей и Йоан, са двама от Евангелистите, чиито творби влизат в канона на Новия завет.
- Апостол Павел, който е един от най-почитаните в християнството, не спада нито към 12-те апостоли, нито към 70-те.

Петър и Андрей, както и респективно Яков Зеведеев и Йоан Богослов, са братя.

### Тайната вечеря
Тайната вечеря, обект на толкова много художествени интерпретации, е типичното изображение, на което може да се видят дванайсетте апостоли заедно с Христос. Заради това събитие, предшествало залавянето и разпъването на Учителя, числото 13 (12-те плюс Единия) се смята неправилно за носещо нещастие в повечето християнски страни. Всъщност фатализмът на това число идва от факта, че Иисус е разпнат в петък, на 13 нисан по лунния юдейски календар.

### Събор на светите дванадесет апостоли
Съборът на светите дванадесет апостоли е общ празник за дванадесетте основни ученици на Христос, обявени за светци. Той се чества от православната църква на 30 юни. В ранните години на християнството съществуват полемики доколко е допустимо езичници да бъдат покръствани. Във връзка с това през 63 година сл. Хр. в Йерусалим се състои т.нар. „Апостолски събор“, при който надделява тезата на апостол Павел, че в „Христа няма нито юдеин, нито елин“ и проповядването на учението се възприема и препоръчва за всички хора, независимо от техния произход и предишна религия. Затова и този празник съвпада с празника на апостол Павел.
В България има десет храма, посветени на Събор на светите дванадесет апостоли - в Борово, Враца, Джигурово, Долен, Орляк, Пещера, Турян и Царичина. Един от параклисите на Бачковския манастир също е посветен на Събор на светите дванадесет апостоли.

## Седемдесетте апостоли
Седемдесетте апостоли също ученици на Христос, но не са били в неговото най-тясно обкръжение. Те също са изпращани от него да проповядват. Описани са в Евангелието на Лука (Лук. 10:1 – 16). Също като дванадесетте свети апостоли, те разпространяват учението след възкресението му.
Има различия в изброяването на имената на 70-те апостоли, но безспорно сред тях са:
- Св. апостол Клеопа (4 януари)
- Св. апостол Тимотей (22 януари)
- Св. апостол Онисим (15 февруари)
- Св. апостол Архип (19 февруари)
- Св. апостол Филимон (19 февруари, 22 ноември)
- Свв. апостоли Иродион, Агав, Руф, Асинкрит, Флегонт и Ермий (8 април)
- Свв. апостоли Аристарх, Пуд и [[Трофим

Ю (15 април)
- Св. апостол Йоан, наричан Марк (евангелист), племенник на ап. Варнава (25 април)
- Свв. апостоли Иасон и Сосипатър (28 април)
- Св. апостол Карп (26 май)
- Св. апостол Тадей (21 август)
- Св. апостол Тит (25 август)
- Св. апостол Варнава, наричан Йосиф, чичо на ап.ев. Марко (11 юни)
- Свв. апостоли и дякони Прохор, Никанор, Тимон и Пармен (28 юли)
- Свв. апостоли Сила, Силуан, Кресцент, Епенет и Андроник (30 юли)
- Свв. апостоли Евод и Онисифор (7 септември)
- Св. апостол Кодрат (21 септември)
- Св. апостол Ананий (1 октомври)
- Св. апостол и евангелист Лука (18 октомври)
- Св. апостоли Тертий, Марк, Иуст и Артем (30 октомври)
- Свв. апостоли Стахий, Амплий, Урбан (Урван), Наркис, Апелий и Аристовул, епископи (31 октомври)
- Свв. апостоли Олимп, Родион, Сосипатър, Ераст, Кварт и Терций (10 ноември)
- Св. апостол и дякон Филип (от Седемте дякони) (14 ноември)
- Св. апостол Иаков, брат Господен (23 ноември) и други.

Седемдесетте апостоли имат общ събор, различен от този на дванадесетте. В православната църква той се чества на 4 януари. Новият храм в Дивотинския манастир „Света Троица“ е посветен на свети Седемдесет апостоли.

## Други по-известни апостоли
- Св. Апостол Павел
- Св. апостол Тит (25 август)
- Св. апостол Марк, племенник на апостол Варнава (25 април)